# 古代
古代（こだい、英語: antiquity）とは、世界の歴史の時代区分で、文明の成立から古代文明の崩壊までの時代を指す。「歴史の始まり」を意味する時代区分である。これと中世・現代（近代）に分けた、古典的な三時代区分の一つであり、元来は古代ギリシア・古代ローマを指した（古典古代）。「上古」（じょうこ）という場合がある。歴史家にとっては語ることのできる歴史の始まり（書き出し）を意味した。考古学の発達が歴史記述の上限を大幅に拡大したと言える。

## 各国の古代
古代の終始については、政治史的観点と社会史的観点から様々な説がある。代表的なものは次のようになる。

### 西洋史
西洋史においては、古代ギリシアにおけるエーゲ文明の成立(紀元前3000年頃)から西ローマ帝国の崩壊（476年）まで。このほか、ローマ帝国の3世紀の危機から7世紀までを「古代末期」とする時代区分もある。

### 東洋史
東洋史

#### 中国史
- 中国史：秦王朝の成立（紀元前221年）から、後漢王朝の崩壊（220年）あるいは唐朝の崩壊（907年）まで。

#### 日本史
- 日本史：通常、縄文時代、弥生時代、古墳時代もしくは飛鳥時代から平安時代中期または後期まで。始期については古代国家（ヤマト王権）の形成時期をめぐって見解が分かれており、3世紀説、5世紀説、7世紀説があり、研究者の間で七五三論争と呼ばれている[1]。終期（中世との画期）についても様々な見解があり、政治権力の分散、武士の進出、主従制、荘園公領制の確立といった中世的諸特徴が出現する11世紀後半、政治史的な区分としては白河上皇の院政開始（1087年）までという見解が主流である。さらに遡って、律令制から王朝国家体制に移行する平安中期（900年頃以降）を中世の発端とする意見もある[2]。一方で中世を武士の時代と定義づけ、古代と中世の画期を保元の乱（1156年）に求める考え方も伝統的に存在する（『愚管抄』の「ムサノ世」という一文に依拠する）[3]。西洋史や中国史との接続の観点や建築史的な観点から日本に古代はなかったとする方が自然であるとの指摘もある[注 3]。ニコライ・コンラドやコンスタンチン・ポポフなど海外の日本史研究者には奈良時代を中世としている例もある[4]。古代や中世をいつにするかという日本での時代区分は、ヨーロッパで生まれたマルクス主義史観をそのまま日本にも適用しようとした点などに問題がある[5]。平安時代を古代と中世のどちらに分類するかはいまだに議論があり、中立的な概念として、古くから主に文学史の世界で使われてきた「中古」という語を用いることもある。

#### 朝鮮史
- 韓国・朝鮮史：新羅の成立（紀元前57年）から後三国時代の終わりまで（936年）。

## 発展段階史観での古代
発展段階史観では、無階級社会の原始に対し階級社会の古代へと発展したと理解し、古代を階級社会の第1段階であると捉えている。古代社会または古代奴隷制社会という。世界史的には奴隷制段階の古代と定義、区分する。こうした学説では古代とは奴隷が生産の主体を担った発展段階と定義される。しかし今日では、こうした単線的発展段階説は疑問視されている。現に古代とされる時代に多くの地域で奴隷的存在は普遍的に見られたが、古典古代とよばれる古代ギリシア、古代ローマの一時期のように、そうした人々が生産の主体になっていた社会は必ずしも多くないとされる。他の諸国では複雑な形態をとった原始無階級社会から階級社会への発展がみられた。